# Human Nature (Michael Jackson)
Human Nature è una canzone scritta dal musicista statunitense Steve Porcaro e interpretata dal cantante statunitense Michael Jackson, pubblicata il 3 luglio 1983 come quinto singolo dell'album Thriller (1982).
Fu uno dei sette singoli estratti da Thriller a piazzarsi nei primi dieci posti della classifica generale di Billboard, negli Stati Uniti, raggiungendo la posizione numero 7 e stabilendo all'epoca un record nel Guinness dei primati come l'unico artista ad aver piazzato tutti i singoli estratti da uno stesso album nelle prime dieci posizioni di Billboard. Nel 2018 la RIAA lo ha certificato Disco di platino per vendite superiori a un milione di unità negli Stati Uniti.

## Descrizione

### Genesi e composizione

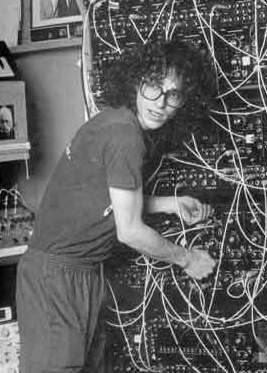
Steve Porcaro dei Toto nel 1982, anno in cui scrisse Human Nature, in seguito incisa da Jackson.

La canzone fu scritta da Steve Porcaro del gruppo musicale Toto dopo che la figlia, Heather, che frequentava la prima elementare, tornò a casa piangendo perché un bambino l'aveva spinta giù dallo scivolo. Mentre la bambina piangeva disperata chiedendo al padre perché il suo compagno fosse stato così cattivo, per confortarla, il padre le disse, tra le altre cose, che quella era «la natura umana» e da lì trasse ispirazione per la scrittura e la composizione del brano. Porcaro registrò una demo della canzone nel loro studio mentre la canzone dei Toto Africa veniva mixata. Un altro membro della band dei Toto, David Paich, aveva preparato alcune tracce demo per il produttore Quincy Jones, il quale aveva chiesto alla band se avevano alcune tracce scartate da proporre a Michael Jackson per l'album Thriller e chiese a Porcaro di preparare un nastro per Jones con le canzoni. A corto di musicassette, Porcaro usò il nastro su cui aveva già registrato la sua demo di Human Nature, mettendo le canzoni di Paich sul retro. Per puro caso Quincy Jones, produttore dell'album Thriller, s'imbatté nella demo della canzone, la fece allora ascoltare a Michael Jackson al quale piacque così tanto che decise di registrarla e includerla in Thriller. Nonostante non fosse stata pensata come una demo per Jackson, Jones chiese l'autorizzazione a Porcaro per includerla nell'album Thriller, e il musicista acconsentì con piacere. Jones era però in parte insoddisfatto del testo originale e chiese a John Bettis, che aveva scritto testi per alcuni successi dei Carpenters e delle Pointer Sisters, tra gli altri, di scrivere nuovi testi per la canzone. Porcaro spiegò così il suo punto di vista su questa richiesta di Jones:
(Steve Porcaro, 2016)
La traccia fu poi prodotta da Jones e interpretata da Jackson con tutti i membri dei Toto agli strumenti; David Paich e Steve Porcaro al sintetizzatore, Steve Lukather alla chitarra e Jeff Porcaro alla batteria e venne poi missata da Bruce Swedien, lo storico ingegnere del suono di Jackson e Jones.

## Promozione
Il brano fu incluso in quasi tutti i tour di Michael Jackson a partire dal Victory Tour del 1984, ultimo tour di Jackson coi fratelli, che lo accompagnarono pertanto agli strumenti e nei cori durante l'esecuzione del brano, nel Bad World Tour (1987-89), prima tournée da solista di Jackson, nel Dangerous World Tour (1992-93) e nel concerto speciale del 16 luglio 1996, il Royal Concert, commissionato a pagamento per il compleanno del sultano del Brunei, dove fu interpretata per l'ultima volta dal vivo. Fu provata l'ultima volta dal cantante nel giugno 2009, durante la preparazione del residency show This Is It, che si sarebbe tenuto a Londra a partire dal luglio dello stesso anno, ma che alla fine non ebbe mai luogo a causa della sua improvvisa morte. Le immagini di tali prove presenti nel film musicale Michael Jackson's This Is It rappresentano pertanto l'ultima volta che il cantante si esibì nel pezzo.

## Video musicale
Il brano è sprovvisto di un videoclip ufficiale, sebbene nel film Moonwalker sia presente un collage di immagini con il brano in sottofondo da molti definito erroneamente il videoclip ufficiale e pertanto trasmesso dalle radio.
Dal 2012 è invece reperibile un video, pubblicato dalla pagina YouTube ufficiale del cantante, di un'interpretazione della canzone dal vivo durante un concerto di Jackson del Bad World Tour tenutosi il 16 luglio del 1988 allo stadio di Wembley di Londra, che, per il gran numero di visualizzazioni, ha ottenuto la certificazione Vevo. Tale spezzone è un estratto del DVD Michael Jackson Live at Wembley July 16, 1988.

## Tracce

### Edizione originale 7"
1. Human Nature (7" Edit) – 3:46 (John Bettis/Steve Porcaro)
2. Baby Be Mine – 4:20 (Rod Temperton)

### Versioni ufficiali
1. Human Nature (Album Version) – 4:06
2. Human Nature (7" Edit) (talvolta chiamata "7" Mix" o "Single Edit". Inclusa nella raccolta The Essential Michael Jackson) – 3:46

## Successo commerciale
Human Nature raggiunse la posizione numero 7 nella classifica generale di Billboard. Raggiunse inoltre la posizione numero 2 della classifica contemporaneo adulto e la posizione 27 della classifica rhythm and blues/hip hop. Raggiunse anche la posizione 11 in Canada e Paesi Bassi e la 12 in Belgio. Nel 2009, anno della morte di Michael Jackson, la canzone rientrò nelle classifiche mondiali assieme ad altre decine di canzoni del cantante raggiungendo, tra gli altri, il 21º posto nella classifica dei brani digitali di Billboard.

## Classifiche

### Classifiche settimanali
| Classifica (1983)                | Posizione massima |
| -------------------------------- | ----------------- |
| Australia                        | 64                |
| Belgio (Fiandre)                 | 12                |
| Canada                           | 11                |
| Germania                         | 64                |
| Nuova Zelanda                    | 33                |
| Paesi Bassi                      | 11                |
| Stati Uniti                      | 7                 |
| Stati Uniti (adult contemporary) | 2                 |
| Stati Uniti (R&B)                | 27                |
| Classifica (2009)                | Posizione massima |
| Danimarca                        | 39                |
| Italia                           | 29                |
| Paesi Bassi                      | 40                |
| Regno Unito                      | 62                |
| Stati Uniti (digital)            | 21                |
| Svezia                           | 38                |
| Svizzera                         | 46                |

### Classifiche di fine anno
| Classifica (1983) | Posizione |
| ----------------- | --------- |
| Belgio (Fiandre)  | 91        |
| Canada            | 90        |
| Stati Uniti       | 89        |

## Altre versioni e cover
- Di Human Nature ne fecero una versione il jazzista e sassofonista George Howard nel 1984 e Miles Davis nel 1985.
- Nel 1992 il gruppo musicale SWV campionò la canzone nel suo singolo Right Here, prodotto da Teddy Riley, il singolo permase per sette settimane alla numero uno della classifica R&B/Hip Hop di Billboard.[29]
- Il rapper Nas la utilizzò come base per il singolo It Ain't Hard to Tell, che uscì nel 1994.
- Negli anni Duemila il brano influenzò particolarmente Thug Nature, una delle uscite postume del rapper Tupac Shakur.
- Nel 2004 i Boyz II Men nel loro album Throwback ne presentarono un rifacimento in duetto con Claudette Ortiz.
- Ivete Sangalo la interpretò nel suo concerto al Madison Square Garden di New York il 4 settembre 2010 e nel successivo tour.
- Nel 2011 il musicista Giacomo Bucci arrangiò il pezzo per orchestra e lo inserì nell'EP The King of Pop for Orchestra in onore di Michael Jackson.
- Il 22 gennaio 2016 i Neri per Caso ne presentarono una versione a cappella nel loro album NPC 2.0 duepuntozero.
- La canzone è stata suonata anche durante l'ultimo tour dei Toto 40 Trips Around the Sun World Tour del 2018-'19 in una versione ridotta.